# هندلی پیج ویکتور
هندلی پیج ویکتور(به انگلیسی: Handley Page Victor) یک بمب افکن راهبردی با موتور جت ساخت بریتانیا بود که توسط هندلی پیج در طول جنگ سرد توسعه داده و تولید شد. این سومین و آخرین بمب افکن V بود که توسط نیروی هوایی سلطنتی (RAF) عملیاتی شد، دو بمب دیگر آورو والکان و ویکرز ولینت بودند. ویکتور که در سال ۱۹۵۸ وارد خدمت شد، ابتدا به عنوان بخشی از بازدارندگی هسته‌ای هوابرد بریتانیا توسعه یافت، اما در سال ۱۹۶۸ پس از کشف ترک‌های ناشی از خستگی که به دلیل پرواز در ارتفاع کم برای جلوگیری از رهگیری تشدید شده بود؛ و به دلیل به تعویق افتادن معرفی موشک‌های پولاریس زیرسطحی نیروی دریایی سلطنتی در سال ۱۹۶۹، از مأموریت هسته‌ای بازنشسته شد.
با واگذاری ماموریت بازدارندگی هسته ای به نیروی دریایی سلطنتی، نگهداری ناوگان بزرگ بمب افکن V قابل توجیه نبود. تعدادی از ویکتورها برای شناسایی راهبردی با استفاده از ترکیب رادار، دوربین و سایر حسگرها، اصلاح شدند. قبل از معرفی پولاریس، برخی از  ویکتورها به تانکر سوخت‌رسان هوایی تبدیل شده بودند تا جایگزین والیانت‌ها شوند. بعدا نیز تعداد بیشتری به تانکر سوخت‌رسان تبدیل شدند و برخی از این ویکتورها که تغییر کاربری داده شده بودند، در طول حملات بلک باک در جنگ فالکلند، به بمب‌افکن‌های والکان سوخت‌رسانی کردند.
ویکتور به دلیل پیچیدگی‌های فنی و توانایی‌های برتر، آخرین بمب افکن V بود که در ۱۵ اکتبر ۱۹۹۳ از خدمت بازنشسته شد. برای ماموریت‌های سوخت‌گیری هوایی، ویکتور با ویکرز وی‌سی۱۰ و لاکهید تری‌استار جایگزین شد.

## مشخصات فنی (هندلی پیج ویکتور بی.۱)
داده‌ها از Handley Page Aircraft since 1907
ویژگی‌های عمومی
- خدمه: ۵
- طول: ۱۱۴ فوت ۱۱ اینچ (۳۵٫۰۳ متر)
- پهنای بال: ۱۱۰ فوت (۳۴ متر)
- ارتفاع: ۲۸ فوت ۱٫۵ اینچ (۸٫۵۷۳ متر) [۳]
- مساحت بال‌ها: ۲٬۴۰۶ فوت مربع (۲۲۳٫۵ متر مربع)
- ایرفویل: Root: 16% Modified RAE Airfoil; Tip: 6% Modified RAE Airfoil[۴]
- وزن خالی: ۸۹٬۰۳۰ پوند (۴۰٬۳۸۳ کیلوگرم) [۵]
- بیشترین وزن برخاست: ۲۰۵٬۰۰۰ پوند (۹۲٬۹۸۶ کیلوگرم)
- پیشرانه: ۴ عدد موتور توربوجت آرمسترانگ سیدلی A.S.Sa.7 سابفیر, ۱۱٬۰۵۰ پوند-نیرو (۴۹٫۲ کیلونیوتن) thrust در هر موتور

عملکرد
- حداکثر سرعت: ۵۴۵ گره (۶۲۷ مایل بر ساعت، ۱٬۰۰۹ کیلومتر بر ساعت) در ۳۶٬۰۰۰ فوت (۱۱٬۰۰۰ متر)[۳]
- بُرد: ۵٬۲۱۷ مایل دریایی (۶٬۰۰۴ مایل، ۹٬۶۶۲ کیلومتر)
- حداکثر ارتفاع: ۵۶٬۰۰۰ فوت (۱۷٬۰۰۰ متر)

تسلیحات

- بمب‌ها: 

  - تا ۳۵ × ۱٬۰۰۰ پوند (۴۵۰ کیلوگرم) بمب یا
  - ۱× Yellow Sun بمب هسته‌ای سقوط آزاد

## همچنین ببینید
توسعه مرتبط
- Handley Page HP.88

هواگردهای با عملکرد، پیکربندی و یا دوره زمانی مشابه
- آورو والکان
- بوئینگ بی-۴۷ استراتوجت
- Short Sperrin
- توپولف تو-۱۶/شیان اچ-۶
- ویکرز ولینت

فهرست‌های مرتبط
- List of aircraft of the Royal Air Force

### ارجاعات
1. ↑  Sidney, William (Lord De L'Isle and Dudley) (17 February 1953). "Supply of Aircraft". House of Lords Debates. Hansard. cc463. Archived from the original on 3 December 2015. Retrieved 30 May 2016.
2. ↑  Barnes 1976, p. 529.
3. 1 2  Mason 1994, p. 389.
4. ↑  Lednicer, David (15 September 2010). "The Incomplete Guide to Airfoil Usage". UIUC Applied Aerodynamics Group. Retrieved 16 April 2019.
5. ↑  Fraser-Mitchell 2009, p. 86.

### کتابشناسی - فهرست کتب
- ap Rees, Elfan. "Handley Page Victor: Part 1". Air Pictorial, May 1972, Vol. 34, No 5., pp. 162–167.
- ap Rees, Elfan. "Handley Page Victor: Part 2". Air Pictorial, June 1972, Vol. 34, No 6., pp. 220–226.
- Ashworth, Chris. Encyclopaedia of Modern Royal Air Force Squadrons. Wellingborough, UK: Patrick Stephens Limited, 1989. شابک ‎۱−۸۵۲۶۰−۰۱۳−۶ISBN 1-85260-013-6.
- Barnes, C.H. Handley Page Aircraft since 1907. London: Putnam, 1976. شابک ‎۰−۳۷۰−۰۰۰۳۰−۷ISBN 0-370-00030-7.
- Bull, Stephen. Encyclopedia of Military Technology And Innovation. Santa Barbara, California: Greenwood Publishing Group, 2004. شابک ‎۹۷۸−۱−۵۷۳۵۶−۵۵۷−۸ISBN 978-1-57356-557-8.
- Butler, Phil and Tony Buttler. Aerofax: Handley-Page Victor. Midland Publishing, 2009. شابک ‎۱−۸۵۷۸۰−۳۱۱−۶ISBN 1-85780-311-6.
- Buttler, Tony. "Vital Bombers: Origins of the RAF's 'V-Bomber' Force". Air Enthusiast, No. 79, January–February 1999, pp. 28–41. ISSN 0143-5450ISSN 0143-5450.
- Brookes, Andrew. Victor Units of the Cold War. Osprey Publishing, 2011. شابک ‎۱−۸۴۹۰۸−۳۳۹−۸ISBN 1-84908-339-8.
- Brooks, Roger R. The Handley Page Victor: The History & Development of a Classic Jet: Volume 1 The HP80 Prototype & The Mark I, Barnsley, UK: Pen & Sword Aviation, 2007, شابک ‎۹۷۸ ۱ ۸۴۴۱۵ ۴۱۱ ۱.
- Brooks, Roger R. The Handley Page Victor: The History & Development of a Classic Jet: Volume 2, The Mark 2 and Comprehensive Appendices and Accident Analysis for all Marks Barnsley, UK:Pen & Sword Aviation, 2007. شابک ‎۹۷۸ ۱ ۸۴۴۱۵ ۵۷۰ ۵ISBN 978 1 84415 570 5
- Darling, Kev. RAF Strike Command 1968 -2007: Aircraft, Men and Action. Casemate Publishers, 2012. شابک ‎۱−۸۴۸۸۴−۸۹۸−۶ISBN 1-84884-898-6.
- Donald, David. "Warplane Classic: Handley Page Victor." International Airpower Review, Issue 25, 2008, pp. 124–153. Westport, CT: AIRtime Publishing. ISSN 1473-9917ISSN 1473-9917.
- Fraser-Mitchell, Harry. "Database: Handley Page Victor". Aeroplane, Vol. 37, No. 7, July 2009, pp. 73–94. ISSN 0143-7240ISSN 0143-7240.
- Gunston, Bill.  Bombers of the West. London: Ian Allan, 1973, pp. 78–102. شابک ‎۰−۷۱۱۰−۰۴۵۶−۰ISBN 0-7110-0456-0.
- Gardner, Brian (Spring 1994). "Talkback". Air Enthusiast. No. 53. pp. 78–79. ISSN 0143-5450.
- Gunston, Bill."The V-Bombers: Handley Page Victor—Part 1". Aeroplane Monthly, Vol. 9, No 1, January 1981, pp. 4–9. ISSN 0143-7240ISSN 0143-7240.
- Gunston, Bill."The V-Bombers: Handley Page Victor—Part 2". Aeroplane Monthly, Vol. 9, No 2, February 1981, pp. 60–65. ISSN 0143-7240ISSN 0143-7240.
- Gunston, Bill."The V-Bombers: Handley Page Victor—Part 3". Aeroplane Monthly, Vol. 9, No 3, March 1981, pp. 136–139, 142–146. ISSN 0143-7240ISSN 0143-7240.
- Halley, James. Royal Air Force Aircraft XA100 to XZ999. Tonbridge, Kent, UK: Air-Britain (Historians) Ltd., 2001. شابک ‎۰−۸۵۱۳۰−۳۱۱−۰ISBN 0-85130-311-0.
- Hamilton-Paterson, James. Empire of the Clouds: When Britain's Aircraft Ruled the World. Faber & Faber, 2010. شابک ‎۰−۵۷۱۲۷−۱۷۳−۱ISBN 0-57127-173-1.
- Lake, Jon. The Great Book of Bombers: The World's Most Important Bombers from World War I to the Present Day. Zenith Imprint, 2002. شابک ‎۰−۷۶۰۳−۱۳۴۷−۴ISBN 0-7603-1347-4.
- Leich, Andy. "V Force Nuclear Arsenal: Weapons for the Valiant, Victor and Vulcan". Air Enthusiast, No. 107, September–October 2003, pp. 52–59. ISSN 0143-5450ISSN 0143-5450.
- Mason, Francis K. The British Bomber since 1914. London: Putnam, 1994. شابک ‎۰−۸۵۱۷۷−۸۶۱−۵ISBN 0-85177-861-5.
- Middleton, Don. "Testing the Victor". Air Enthusiast, Fifty-Two, Winter 1993. pp. 60–75. ISSN 0143-5450ISSN 0143-5450.
- "Parade of Victors: No. 10 Squadron at RAF Cottesmore". Flight, 19 September 1958, pp. 493–496.
- Rodwell, Robert R. "Lo-Hi Victor: Mixed Mission over Malaya". Flight, 6 May 1965. pp. 700–703.
- Rodwell, Robert R. "The Steel in the Blue: Last Week's Glimpse of the V-force". Flight, 13 February 1964, pp. 241–245.
- "Victor: A Technical Description of Britain's Latest V-Bomber." Flight, 30 October 1959, pp. 463–472.
- Windle, Dave and Martin Bowman. V Bombers: Vulcan, Valiant and Victor, Casemate Publishers, 2009. شابک ‎۱−۸۴۴۱۵−۸۲۷−۶ISBN 1-84415-827-6.
- Wynn, Humphrey. RAF Strategic Nuclear Deterrent Forces: Origins, Roles and Deployment 1946–1969. London: The Stationery Office, 1997. شابک ‎۰−۱۱−۷۷۲۸۳۳−۰ISBN 0-11-772833-0.